# Wildengundkopf
Der Wildengundkopf ist eine 2238 m ü. NHN hohe Kammerhebung der Trettachspitze in den Allgäuer Alpen.
Er ist der am südlichsten liegende Grasberggipfel im Himmelschrofenzug und liegt unmittelbar nördlich der Trettachspitze.
Auf den Wildengundkopf führt sowohl ein Weg vom Einödsberg bzw. ein etwas anspruchsvollerer Weg vom Waltenberger-Haus. Der Wildengundkopf wird meistens im Zuge der Besteigung der Trettachspitze überquert.

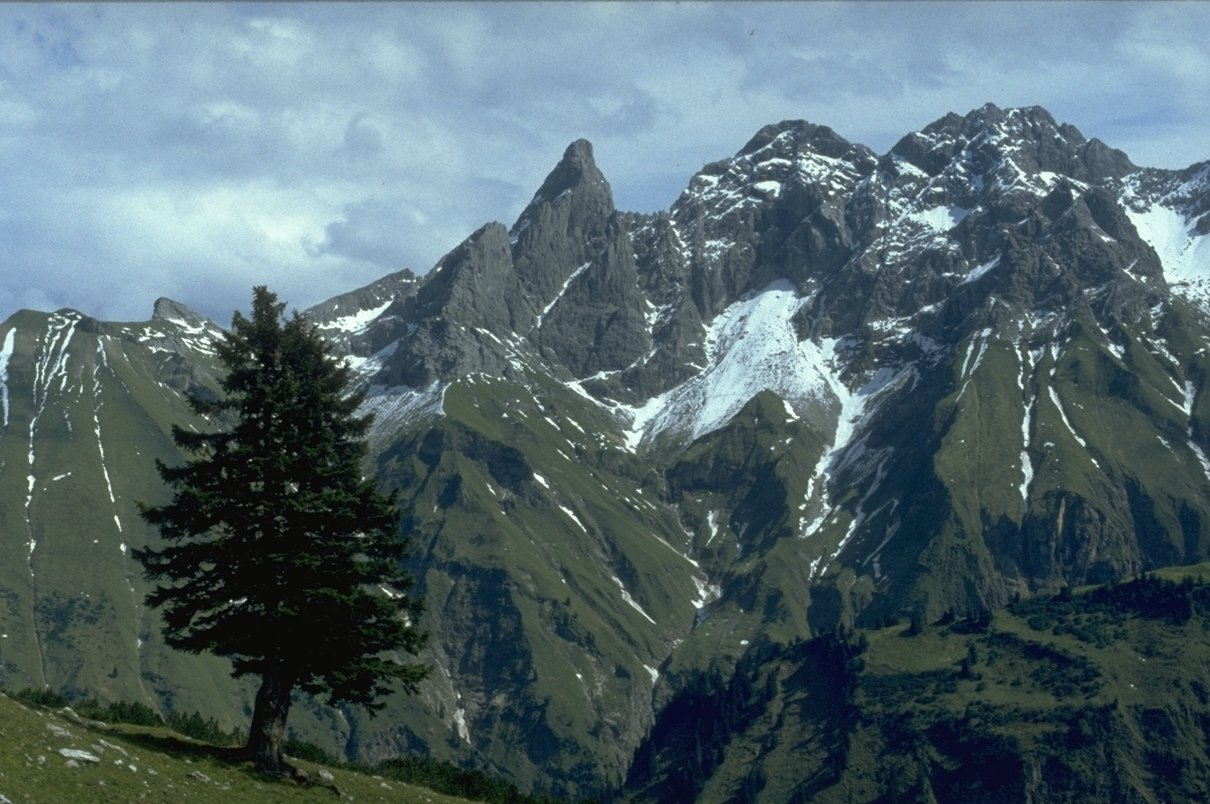
Wildengundkopf (die Erhebung ganz links am Bildrand) vom Taufersberg
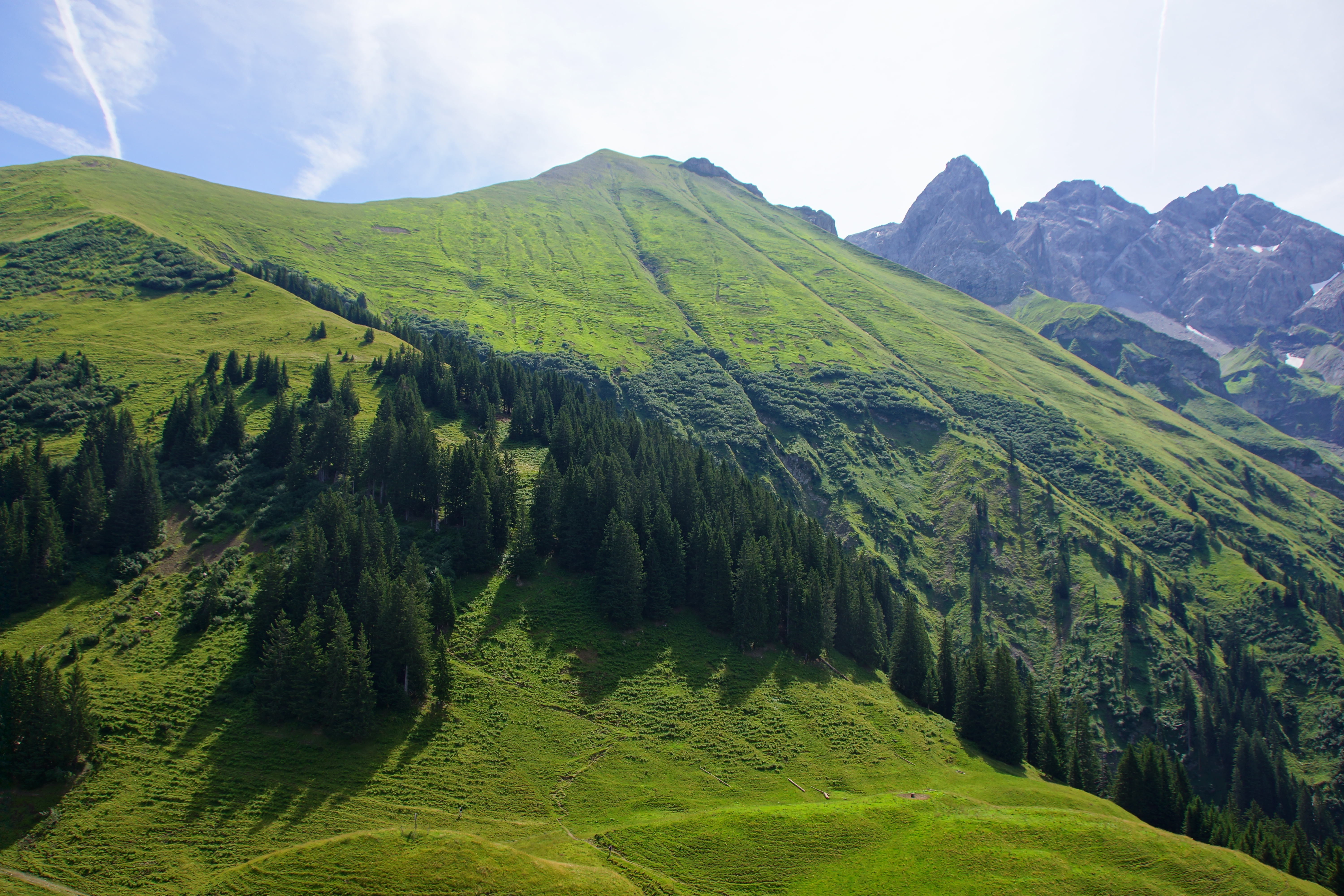
Spätengundkopf, Wildengundkopf, Trettachspitze, Mädelegabel und Hochfrottspitze vom Einödsberg.